# Мадона дел Пането (Ровиго)
Мадона дел Пането је насеље у Италији у округу Ровиго, региону Венето.
Према процени из 2011. у насељу је живело 33 становника. Насеље се налази на надморској висини од 12 м.